# St. Johannes der Täufer (Heinsheim)

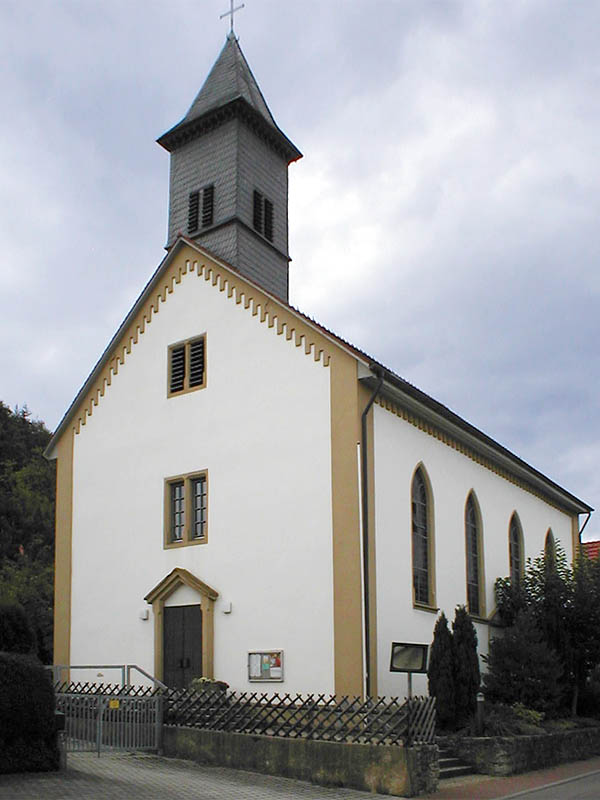
St. Johannes der Täufer in Heinsheim

Die katholische Kirche St. Johannes der Täufer in Heinsheim, einem Stadtteil der Großen Kreisstadt Bad Rappenau im Landkreis Heilbronn im nördlichen Baden-Württemberg, wurde 1838/40 erbaut.

## Geschichte
Heinsheim, das im frühen 16. Jahrhundert zu zwei Dritteln den Herren von Ehrenberg und zu einem Drittel dem Deutschen Orden gehörte, wurde wegen des Anteils des während der Reformation katholisch gebliebenen Ordens nur zögerlich reformiert. Ein erster reformatorisch gesinnter Geistlicher wirkte in der Bergkirche schon 1528, wurde aber vom Orden 1529 vertrieben. Danach waren mehrheitlich reformatorisch gesinnte Geistliche im Ort tätig, allerdings gab es von 1560 bis 1570 mit Martin Kuch auch nochmals einen katholischen Geistlichen. Beginnend mit der Dorfordnung von 1537 einigten sich die Ortsherren darauf, keinen Druck in Glaubenssachen auf die Einwohner auszuüben. Obwohl der Deutsche Orden um 1600 nochmals versuchte, einen katholischen Pfarrer einzusetzen, wurde der ganze Ort bis 1624 protestantisch. Im Dreißigjährigen Krieg kam es zu Rekatholisierungsbestrebungen, aber nach dem Westfälischen Frieden von 1648 war der Glaubensstand von 1624 maßgeblich, so dass die Bergkirche an die protestantische Gemeinde kam.
Nach dem Aussterben der Herren von Ehrenberg fiel die 1602 errichtete Burgkapelle der Burg Ehrenberg an den Bischof von Worms als Lehensherren zurück. Dieser ermöglichte den zahlenmäßig geringen Katholiken die Nutzung der Kapelle für ihre Gottesdienste. Katholische Pfarrpfründen bestanden am Ort keine, aber gelegentlich amtierte ein Kaplan auf Burg Ehrenberg oder entsandten die Wimpfener Dominikaner Mönche zur Verrichtung der Gottesdienste. Die anfallenden Kosten übernahm der Deutsche Orden.
Bei der Umgestaltung des deutschen Südwestens durch den Reichsdeputationshauptschluss und die Rheinbundakte wurde der Deutsche Orden aufgelöst und die Burgkapelle kam als Privatbesitz an die Freiherren von Racknitz. Die Katholiken konnten aufgrund vertraglicher Bindung die Burgkapelle zwar vorerst weiterhin nutzen, aber für Taufen, Eheschließungen und Beerdigungen stand in Heinsheim nur noch ein evangelischer Pfarrer zur Verfügung. Dies hatte zur Folge, dass die Heinsheimer Katholiken meist andernorts heirateten und ihre Kinder auch andernorts taufen ließen.
Eine Eingabe der katholischen Gemeinde 1809 an die Regierung des Unterrheinkreises, mit dem Ziel, dauerhaft die Nutzung der Burgkapelle zu erwirken und einen eigenen katholischen Geistlichen zu erhalten, blieb erfolglos. 1810 stellten die Wimpfener Dominikaner die Entsendung von Mönchen nach Heinsheim ein. Die katholische Gemeinde verpflichtete danach für 200 Gulden jährlich den katholischen Pfarrer aus Siegelsbach zur Abhaltung von Gottesdiensten. Man beabsichtigte, Filialgemeinde von Siegelsbach zu werden. Nach zwei Jahren waren die inzwischen auf 400 Gläubige angewachsenen Heinsheimer Katholiken aber nicht mehr in der Lage, die 200 Gulden zur Besoldung des Pfarrers aufzubringen, so dass die Eingemeindungspläne ins Stocken kamen und auch der Gottesdienst wieder häufig ausfiel. Die Eingemeindung nach Siegelsbach scheiterte vorerst außerdem auch daran, dass die Siegelsbacher Kirche zu klein für die zu bildende Gesamtgemeinde gewesen wäre und man in Siegelsbach kein Geld für eine Erweiterung hatte.
Schließlich sagte die Regierung des Unterrheinkreises 1832 Mittel zur Errichtung einer katholischen Kirche in Heinsheim zu. Die kirchlichen Verhältnisse wurden daraufhin gefestigter. Im Februar 1835 wurde die immer noch geltende Betreuung der Eheschließungen, Taufen und Bestattungen durch den evangelischen Pfarrer aufgehoben. Im Mai 1835 wurde Heinsheim Filiale der katholischen Pfarrei in Siegelsbach.
Die Grundsteinlegung für die Heinsheimer Filialkirche fand am 16. August 1838 statt. Der Bau erfolgte nach Plänen des Baumeisters Lutz. Am 26. April 1840 wurde die Kirche geweiht. 1873 wurde Heinsheim mit Zimmerhof und Kohlhof zur Pfarrkuratie erhoben, 1876 wurde ein Pfarrhaus in Heinsheim eingeweiht. Von 1886 bis 1895 wurde die Pfarrkuratie nochmals vom Siegelsbacher Pfarrer betreut, ab 1896 war dann dauerhaft ein katholischer Pfarrer am Ort.
Die Kirche musste in beiden Weltkriegen Glocken zu Rüstungszwecken abliefern, blieb ansonsten aber von Kriegsschäden verschont.
Nach dem Zweiten Weltkrieg wuchs die katholische Gemeinde durch den Zuzug von rund 300 Vertriebenen stark an, so dass die Seelsorgebereiche der Umgebung neu gegliedert wurden. Dabei kam Zimmerhof zur katholischen Pfarrei in Bad Rappenau.
Unter Leitung des Erzbischöflichen Bauamts in Freiburg erfolgte in den Jahren nach dem Zweiten Weltkrieg eine umfassende Renovierung der Kirche.

## Beschreibung

### Architektur
Die Kirche ist ein schlichter einschiffiger Kirchenbau mit Satteldach und Dachreiter, der eingezogene Chor weist eine halbrunde Apsis auf. Im Inneren ist der Kirchenraum von einer flachen Kassettendecke überspannt.

### Ausstattung
Das bedeutendste Ausstattungsstücke der Kirche ist eine geschnitzte spätgotische Pietà aus der Schule des Tilman Riemenschneider. Die Kirche besitzt außerdem ein Kruzifix aus dem 15. Jahrhundert.

### Glocken
Die Kirche erhielt 1907 drei neue Glocken, von denen die beiden größten bereits 1917 im Ersten Weltkrieg zu Rüstungszwecken abgeliefert werden mussten. 1922 erhielt die Kirche vom katholischen Oberstiftungsrat in Karlsruhe aus altem Glockenbestand leihweise eine bei der Glockengießerei Bachert in Kochendorf (Bad Friedrichshall) lagernde alte Glocke mit dem Schlagton f‘‘ und einem Gewicht von 109,5 kg zugewiesen. 1923 wurde eine eigene Ersatzglocke, die Marienglocke, mit dem Schlagton c‘‘ beschafft. Diese neue Glocke musste 1942 im Zweiten Weltkrieg abermals abgeliefert werden, so dass zunächst nur noch die verbliebene Glocke von 1907 mit dem Schlagton d‘‘ vorhanden war. Nach dem Zweiten Weltkrieg erhielt die Kirche dann eine Leihglocke, die 1746 von Johann Gottfried Taeubert gegossen worden war und sich vormals in Neuen in Niederschlesien befunden hatte.
1964 beschloss man die Anschaffung eines neuen dreistimmigen Geläuts und erteilte im Dezember 1964 den Auftrag dazu an die Glockengießerei Bachert in Kochendorf. Dort wurden dann am 4. Juni 1965 drei neue Bronzeglocken gegossen. Als man ihren Klang nach dem Guss prüfte, wiesen sie eine Tonkombination auf, die ein ungünstiges Zusammenspiel mit den Glocken der Bergkirche Heinsheim ergeben hätte. Daher beschloss man, die Glocken nochmals umzugießen und ihnen dabei eine veränderte Schlagtonlinie zu geben. Der Zweitguss der Glocken fand am 10. Dezember 1965 statt. 
- Die größte dieser Glocken hat den Schlagton h‘, einen Durchmesser von 82,2 cm und ein Gewicht von 312 kg. Ihre Inschrift lautet CHRISTUS HAUPT DER KIRCHE, sie ist mit dem Motiv des Christuskönigs auf dem Regenbogen verziert.
- Die mittlere Glocke hat den Schlagton cis‘‘, einen Durchmesser von 73,5 cm und ein Gewicht von 213 kg. Ihre Inschrift lautet MARIA MUTTER DES GOTTESVOLKES, sie ist mit einer Maria Immaculata verziert.
- Die kleinste Glocke hat den Schlagton e‘‘, einen Durchmesser von 61 cm und ein Gewicht von 122 kg. Ihre Inschrift lautet JOHANNES STIMME DES RUFENDEN und sie ist mit einer Darstellung Johannes des Täufers verziert. Die Glocken wurden am ersten Sonntag des Jahres 1966 geweiht.

Nach der Anbringung der neuen Glocken gab man die schlesische Leihglocke von 1746 an die Glockengießerei Friedrich Wilhelm Schilling in Heidelberg zurück. Die Glocke sollte einer Gemeinde im Bodenseeraum überlassen werden, kam dann aber 1986 als Dauerleihgabe in das Museum für Sakrale Kunst und Liturgie in Heidelberg. Die alte Heinsheimer Glocke von 1907 wurde bei Bachert in Zahlung gegeben, wo sie 1995 noch auf dem Gießereihof in Heilbronn stand.